# Addison Teague
Addison Emery Teague (* 1972 in Kolumbien) ist ein kolumbianisch-amerikanischer Tontechniker. Er wurde 2011 für den Oscar nominiert.

## Leben
Teague machte bereits als Kind Amateurfilme und studierte danach an der University of Southern California, um Regisseur zu werden. Doch während seines Studiums überlegte er es sich anders und wurde so Tontechniker bei Skywalker Sound, wodurch er bereits mit Hollywoodregisseuren wie Gore Verbinski und Steven Spielberg zusammenarbeiteten konnte. 2011 wurde er für seine Arbeit an Tron: Legacy für einen Oscar nominiert. Teague lebt mit seiner Frau Amy und seinen beiden Kindern in Los Angeles.

## Filmografie (Auswahl)
- 1999: Mystery Men (The Right Stuff)
- 1999: Knocked Out – Eine schlagkräftige Freundschaft (Play It to the Bone)
- 2000: Hellraiser V – Inferno (Hellraiser: Inferno)
- 2000: Monkeybone
- 2001: Mexican – Eine heiße Liebe (The Mexican)
- 2001: Lara Croft: Tomb Raider
- 2001: Club der Cäsaren (The Emperor’s Club)
- 2002: Ring (The Ring)
- 2003: Fluch der Karibik (Pirates of the Caribbean: The Curse of the Black Pearl)
- 2003: Der Herr der Ringe: Die Rückkehr des Königs (The Lord of the Rings: The Return of the King)
- 2004: Hellboy
- 2004: Catwoman
- 2005: Mord und Margaritas (The Matador)
- 2005: Krieg der Welten (War of the Worlds)
- 2005: The Weather Man
- 2005: Rent
- 2005: München (Munich)
- 2006: Pirates of the Caribbean – Fluch der Karibik 2 (Pirates of the Caribbean: Dead Man’s Chest)
- 2007: Zodiac – Die Spur des Killers (Zodiac)
- 2007: Pirates of the Caribbean – Am Ende der Welt (Pirates of the Caribbean: At World’s End)
- 2008: Indiana Jones und das Königreich des Kristallschädels (Indiana Jones and the Kingdom of the Crystal Skull)
- 2009: Avatar – Aufbruch nach Pandora (Avatar)
- 2010: Tron: Legacy
- 2011: Rango
- 2021: Eternals

## Nominierung
- 2011: Oscar: Nominierung in der Kategorie Bester Tonschnitt für Tron: Legacy